# جذبه (فیلم)
جذبه (به انگلیسی: charisma) (به کاتاکانا: カリスマ کاریزوما) فیلمی از کارگردان ژاپنی، کیوشی کوروساوا است که در سال ۱۹۹۹ ساخته شد. این فیلم دربارهٔ افرادی است که در یک جنگل بی‌نام بر سر یک درخت که شاید سمی باشد با یکدیگر درگیر می‌شوند.
فیلم بیشتر از نگاه گورو یابوایکه (با بازی کوجی یاکوشو) بیان می‌شود که افسر پلیسی است که بعد از اشتباهش در مسئله گروگانگیری یک نماینده مجلس از کار برکنار شده است. حال، او درست بعد از ماجرای برکنار شدنش در حالی که هنوز تفنگ و نشان خود را تحویل نداده در میانه درگیری بر سر درخت است و باید تصمیم بگیرد که طرف کدام گروه را بگیرد. در فیلم می‌توان کنایه‌ها و رمزهای بسیاری به ساختار جامعه ژاپن دید؛ درگیری بین تنهایی و بودن با گروه. همچنین اشاره به مسائل زیست‌محیطی را نیز می‌توان دید.
بازیگران دیگر آن، هیرویوکی ایکه‌ایچی (کیری‌یاما، که می‌خواهد از درخت محافظت کند)، رن اوسوگی (ناکاسونه)، یوریکو دوگوچی (چیزورو نینبو)، جون فوبوکی (میتسوکو جینبو، یک کارشناس گیاهان)، آکیرا اوتاکا (سوبوی) و یوتاکا ماتسوشیگه (نکوشیما) هستند.

## داستان
یابوایکه یک افسر پلیس است که در ماجرای گروگانگیری یک نماینده مجلس وارد می‌شود. او یادداشت درخواست گروگانگیر برای معامله را می‌بیند که نوشته است: «قوانین جهان را به حالت اول برگردانید» هنگامی که یابوایکه فرصت شلیک به گروگانگیر را دارد مردد می‌ماند و گروگانگیر نماینده مجلس را کشته و بدست مأموران پلیس کشته می‌شود. سپس می‌بینیم که یابوایکه توضیح می‌دهد که در آن لحظه فکر می‌کرده می‌تواند جان هر دو را نجات دهد. او را از کار معلق می‌کنند.
او در راه رفتن از محل، به جنگلی اسرارآمیز وارد می‌شود که در آن دو گروه در حال جنگ بر سر درختی با نام جذبه هستند که در یک محوطه خالی از درخت سبز شده است. جینبو معتقد است که درخت سمی است و اگر کاری نکنند تمام جنگل را می‌خشکاند. کیری‌یاما که در گذشته در آسایشگاه بیمار سل در همان جنگل بستری بوده می‌خواهد از درخت محافظت کند حتی در صورتی که به از بین رفتن تمام جنگل بینجامد. عده‌ای نیز در آنجا می‌خواهد درخت را برای یک کلکسیونر ببرند.
یابوایکه در برابر دو موضوع قرار می‌گیرد: نجات یک درخت یا نجات تمام درختان جنگل. او به این نتیجه می‌رسد که نباید به قضیه اینطور نگاه کند؛ مرگ و زندگی، هر دو بخشی از یک نیرو هستند و هر درخت، درختی منحصربه‌فرد و همه آن‌ها با هم جنگل را تشکیل می‌دهند و هیچ چیز آن‌ها را از یکدیگر برتر نمی‌کند.
این بار، هنگامی که رئیس گروه کلکسیونر، جینبو را گروگان می‌گیرد او در شلیک تردید نمی‌کند، اگر چه گروگانگیر را تنها زخمی می‌کند و نمی‌کشد. نمای پایانی فیلم، یابوایکه را نشان می‌دهد که به شهر برمی‌گردد تا فرد زخمی را به بیمارستان برساند. در دوردست، شهر را می‌بینیم که شعله‌های آتش از آن زبانه می‌کشد.